# مزرعه حمیداباد
مزرعه حمیداباد یک روستا در ایران است که در بخش مرکزی شهرستان آباده واقع شده‌است.